# Juan Andrés Ravell
Juan Andrés Ravell é um cineasta venezuelano. É fundador do El Chigüire Bipolar.

## Biografia
Em 2008 fundou El Chigüire Bipolar, um jornal satírico, crítico com os governos chavistas e, ao mesmo tempo, de sua oposição. Em 2010 criou a série Isla presidencial, com a voz de Emilio Lovera.
Em 2017 El Chigüire Bipolar ganhou o prêmio Havel, que Ravell compartilhou com Oswaldo Graziani e Elio Casale.
Em 2023 o deputado Diosdado Cabelo anunciou que demandaria a Ravell e ao resto dos criadores do Chigüire Bipolar depois de uma publicação satírica sobre ele.
Em 2024 Ravell publicou em PBS A Dangerous Assignment, um documentário sobre a investigação do jornalista Roberto Deniz de Armando.info, exilado, com respeito a Alex Saab e seu papel no governo de Nicolás Maduro.

## Filmografía
- Isla presidencial (série)
- A Dangerous Assignment (2024)